# Rob Pronk
Robert Pronk (Malang, 3 januari 1928 - München, 6 juli 2012) was een Nederlandse jazzpianist, -orkestleider, arrangeur en componist.

## Biografie
Pronk is van Indonesische afkomst. Zijn vader was spoorwegingenieur. Reeds als kind was hij gefascineerd door de jazzmuziek, toen hij Mood Indigo van Duke Ellington hoorde op de radio. Ellington bleef ook daarna zijn voorbeeld. Op 8-jarige leeftijd kreeg hij zijn eerste pianoles. Arrangeren leerde hij in het begin van Jerry van Rooyen, die hij al in Indonesië had ontmoet, waar deze onderweg was voor de muzikale troepenbijstand en daarna voornamelijk als autodidact. In 1947 ging hij met zijn broer en drummer Ruud Pronk naar Nederland, waar hij in Rotterdam economie-wetenschappen (met een bachelor-afsluiting) en vervolgens aan het Koninklijk Conservatorium in Den Haag trompet, piano en muziektheorie studeerde.
In 1949 had hij zijn eerste verbintenis op een schip in het kader van een studenten-uitwisselingsprogramma. Hij speelde aanvankelijk drums in een swingband en wisselde daarna naar de piano. In 1949 bezocht hij met de broers Jerry en Ack van Rooyen New York, met wie hij ook daarna in een Rob Pronk Boptet speelde en de in New York overgenomen modernjazz representeerde. In 1951 was zijn boptet nu en dan volledig geïntegreerd in het orkest van Ernst van 't Hoff, met wie hij in Spanje op tournee ging. In hetzelfde jaar ontbond hij het ensemble en werkte hij in Hamburg met het orkest van Alvino Garcia en in 1952 met Wally Bishop. Daarna werkte hij met Toon van Vliet en Cab Kaye (1956 in het sextet) en trad hij in 1955 op met Lars Gullin.
Eind jaren 1950 speelde hij als trompettist in het orkest van Kurt Edelhagen, waar hij vanaf 1958 ook een van de hoofdarrangeurs werd. Daar arrangeerde hij ook tijdens een evenement voor Benny Carter. Vanaf de jaren 1960 was hij arrangeur bij het Metropole Orkest en de Skymasters, waarvoor hij in ruim dertig jaar samen meer dan 1200 arrangementen schreef. Van 1975 tot 1996 was hij ook vaak gastdirigent van het Metropole Orkest. Hij arrangeerde o.a. ook voor de bigband van Jerry van Rooyen (opname 1971). Zijn voorbeelden bij het arrangeren waren daarbij volgens eigen zeggen Billy May, maar ook Bill Holman, Al Cohn, Quincy Jones en Gil Evans. Hij onderwees ook arrangement en compositie aan het conservatorium in Rotterdam.
Als pianist begeleidde hij o.a. Dexter Gordon, Don Byas, Johnny Griffin, Conte Candoli (opname bij MPS Records in 1975 met Rosolino, Candoli), Zoot Sims, Frank Rosolino en Åke Persson (met de laatste drie nam hij in 1952 op voor Carousel in Stockholm). In 1955 verscheen bij Columbia Records een opname met een eigen trio en in 1956 was hij betrokken bij opnamen van Jazz behind the dikes voor Philips Records. In 1957 nam hij met Bud Shank en Gary Crosby op voor World Pacific. Voor het Zweedse Sonet Records nam hij in 1983 In Goodman's Land op met Sylvia Vrethammar en Georgie Fame en in 1988 arrangeerde hij voor vier gitaren het Count Basie-nummer String Along with Basie. In 1964 arrangeerde hij voor Marlene Dietrich voor EMI Records. Hij schreef ook de arrangementen voor het album Tatort – Die Songs van Manfred Krug en Charles Brauer. Zijn zus Babs Pronk was jazzzangeres, die ook veel met hem optrad, waaronder in zijn boptet tijdens de jaren 1950 en met het orkest van Kurt Edelhagen.

## Onderscheidingen
In 1981 won hij de Nordring Radio Prijs en in 1988 de Blaupunkt Music Award.

## Overlijden
Rob Pronk overleed in juli 2012 op 84-jarige leeftijd.